# Conus tisii
Conus tisii é uma espécie de gastrópode do gênero Conus, pertencente a família Conidae.